# André Noyelle
Pour les articles homonymes, voir Noyelle.
André Noyelle, né le 29 novembre 1931 à Ypres et mort le 4 février 2003 à Poperinge, est un coureur cycliste belge de Poelcappelle. 

## Biographie
Professionnel de 1953 à 1966, il a été médaillé d'or de la course en ligne et du contre-la-montre par équipes aux Jeux olympiques de 1952 à Helsinki. 
Il reçoit le Trophée national du Mérite sportif en 1952.
Il est le beau-père de Jan Blomme, coureur cycliste amateur de bon niveau qui a participé aux Jeux olympiques de 1980. 

## Palmarès

### Palmarès amateur
- 1951
  - Gand-Ypres
  - Gand-Staden
  - 4e et 5e étapes du Tour de Belgique amateurs
  - 8e du championnat du monde sur route amateurs
- 1952
  -  Champion olympique de la course en ligne
  -  Champion olympique du contre-la-montre par équipes (avec Robert Grondelaers et Lucien Victor)
  -  Champion de Belgique militaires sur route
  - 1re et 6e étapes du Tour de Belgique amateurs
  -  Médaillé d'argent du championnat du monde sur route amateurs
- 1953
  - 5e du championnat du monde sur route amateurs

### Palmarès professionnel
- 1953
  - 3e du Circuit du Houtland
- 1954
  - 2e du Circuit du Port de Dunkerque
  - 3e de Paris-Tourcoing
  - 3e de la Gullegem Koerse
  - 3e du Grand Prix Marcel Kint
- 1955
  - 1rea étape des Trois Jours d'Anvers
  - 4e étape du Tour de l'Ouest
  - 2e du Championnat des Flandres
- 1957
  - Tour des onze villes
  - Roubaix-Cassel-Roubaix
  - Circuit de Flandre centrale
  - Grand Prix de la ville de Vilvorde
  - 2ea étape d'À travers la Belgique
  - 2e de Gand-Wevelgem
  - 2e du Circuit de Flandre orientale
  - 3e d'À travers la Belgique
- 1958
  - 2e du Circuit des régions frontalières
  - 3e de Bruxelles-Ingooigem
  - 3e du Circuit du Houtland-Torhout
- 1959
  - Grand Prix de Fourmies
  - 2e du Championnat des Flandres
  - 2e du Grand Prix Raf Jonckheere
  - 2e du Grand Prix Marcel Kint
  - 3e du Circuit du Port de Dunkerque
  - 3e de Paris-Tours
- 1960
  - Tour de Suisse orientale
  - 3e du Grand Prix d'Isbergues
  - 3e du Circuit des régions flamandes
  - 3e du Circuit de Flandre orientale
  - 6e de Paris-Bruxelles
- 1961
  - Roubaix-Cassel-Roubaix
  - Circuit de Flandre orientale
  - Grand Prix Raf Jonckheere
  - 3e de Kuurne-Bruxelles-Kuurne
  - 3e du Grand Prix E3
  - 3e du Championnat de Zurich
  - 3e du Circuit de Flandre centrale
  - 10e de Paris-Bruxelles
- 1962
  - 2e du Circuit des monts du sud-ouest
  - 2e du Grand Prix Raf Jonckheere
- 1963
  - Circuit des monts du sud-ouest
  - Circuit de la région linière
  - 3e de la Flèche côtière
  - 3e de Escaut-Dendre-Lys
  - 3e du Circuit du Port de Dunkerque
  - 3e de la Ruddervoorde Koerse
- 1964
  - Grand Prix Pino Cerami
  - 2e du Circuit des régions fruitières
  - 2e du Grand Prix Jef Scherens
  - 3e de la Nokere Koerse
  - 3e du Circuit de la région linière
  - 3e du Stadsprijs Geraardsbergen
  - 4e de la Flèche wallonne
- 1965
  - Circuit des frontières
  - Grand Prix Raf Jonckheere
  - 3e du Circuit de la région linière
  - 6e de Paris-Tours

## Résultats sur les grands tours

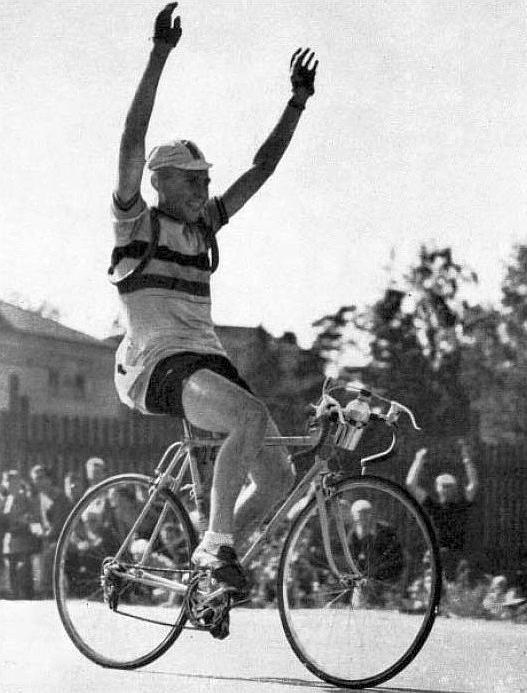
André Noyelle, champion olympique sur route le 2 août 1952 à Helsinki.

### Tour d'Espagne
1 participation
- 1956 : abandon (2e étape)

## Distinctions
- Trophée national du Mérite sportif (1952)[2]

## Hommages
Le Grand Prix André Noyelle, également appelé Gand-Wevelgem juniors, une course junior, porte son nom et est organisée chaque année à Ypres, dans sa ville de naissance en Belgique.